# 多摩川 (大田區)
多摩川（日语：／ Tamagawa */?）是東京都大田區的町名。現行行政地名為多摩川一丁目與多摩川二丁目。2013年8月1日為止的人口有12,820人。郵遞區號為146-0095。

## 地理
位於大田區南部。町域北部與大田區東矢口之間大略以環八通為界。東鄰大田區新蒲田。東南通大田區西六鄉。南部一帶為多摩川河岸，與神奈川縣川崎市幸區小向、古市場之間以多摩川為借。西部與大田區矢口之間以第二京濱為界。多摩川沿線有舊堤通。
多摩堤通與東急多摩川線通過町內，並設置矢口渡站。車站周邊多商店，其他為住工混合區域。

## 歷史
1967年（昭和42年），今泉町、原町、古川町與安方町、矢口町、古市町各一部分合併為多摩川。

### 地名由來
來自此地的「多摩川」

## 交通
北部有東急多摩川線矢口渡站。此外，可利用附近的巴士路線。

## 設施
- 大田區立矢口小學校
- 矢口消防署
- 真言宗智山派 遍照院
- 安方神社
- 多摩川諏訪神社
- 大正建機
- 日本道路 技術研究所
- 倉本計器精工所
- TKR
- 多摩川芙蓉Heights

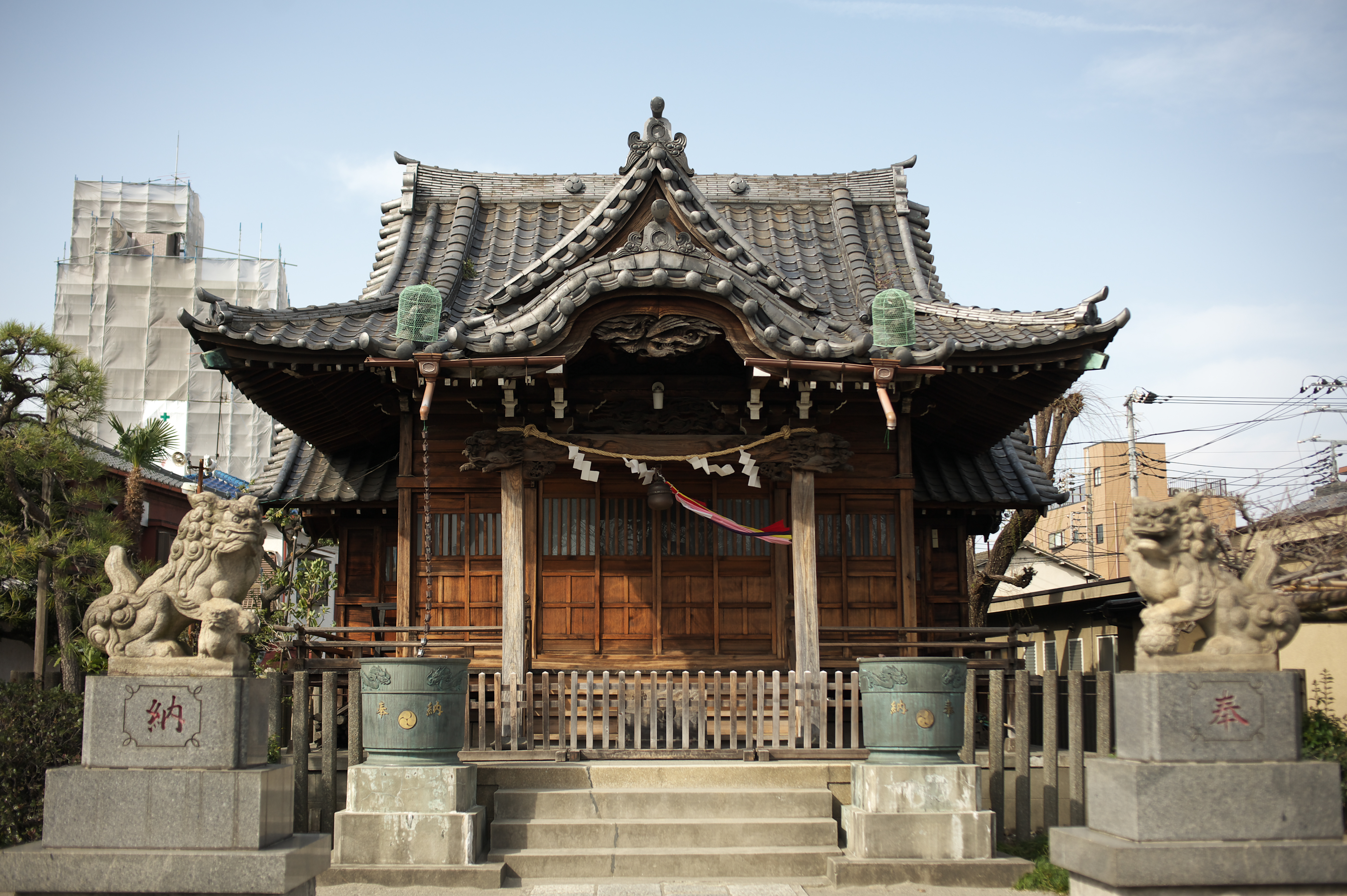
安方神社（2010年3月13日）

- TOMIN HEIM（トミンハイム）多摩川，TOMIN TOWER（トミンタワー）多摩川

## 備註
1. ↑  .   [2013-08-24]. （原始内容存档于2014-02-18）.